# Char Aznable
Char Aznable (シャア・アズナブル?, Shaa Azunaburu) è un personaggio immaginario e l'antagonista principale della serie di anime Mobile Suit Gundam e dei suoi seguiti Mobile Suit Z Gundam e Mobile Suit Gundam - Il contrattacco di Char, conosciuto in Italia anche come Scia Aznabul /'ʃia azna'bul/, la Cometa Rossa, dal nome che gli venne dato nel primo doppiaggio di Mobile Suit Gundam, derivato dal titolo onorifico che ha anche in originale: "Char la Cometa Rossa" (赤い彗星のシャア?, Akai Suisei no Shaa).
Yoshiyuki Tomino ha pubblicamente confermato all'Anime Expo New York 2002 che il nome "Char Aznable" è stato ispirato da quello del cantante francese Charles Aznavour, mentre il colore rosso dei suoi mobile suit è probabilmente un riferimento all'asso della prima guerra mondiale, il "Barone Rosso", Manfred von Richthofen.

## Storia
Char Aznable è conosciuto anche come Quattro Bajeena e Edward Mass, ma nacque con il nome Casval Rem Deikun. È stato anche soprannominato "Cometa Rossa" a causa della rapidità con cui, durante la Guerra di Un Anno, nel corso della battaglia di Loum distrusse cinque astronavi classe Magellano della Federazione Terrestre (azione per la quale gli venne conferita la promozione a maggiore). È il fratello maggiore di Sayla Mass, nata con il nome di Artesia Som Deikun, e figlio dello scomparso Zeon Zum Deikun, primo leader delle colonie spaziali di Side 3, poi divenute la Repubblica (e successivamente il Principato) di Zeon.

### Mobile Suit Gundam
Dopo la morte del padre, Char e Artesia vennero portati sulla Terra dal fedele Jimba Ral e assunsero l'identità della famiglia aristocratica Mass con i nomi di Edward e Sayla. Comunque Casval era convinto che suo padre fosse stato assassinato dalla famiglia Zabi, che dopo la morte di Zeon Zum Deikun istituì il Principato di Zeon. Cercando vendetta, Casval Rem Deikun si creò l'identità di Char Aznable e nascondendo la sua faccia dietro a una maschera, si unì all'esercito di Zeon cercando di avvicinarsi abbastanza da poter uccidere gli Zabi.
Nella versione rivista e approfondita della storia presente nel manga Gundam Origini Edward Mass conosce Char Aznable, un ragazzo a lui identico nell'aspetto e intenzionato a entrare all'Accademia Militare di Zeon. Sapendo di essere braccato dalla famiglia Zabi, Edward riesce a sostituirsi al sosia, del quale provoca la morte, facendolo uccidere al suo posto per mano degli Zabi.
Mass lasciò quindi la colonia Texas e, usando l'identità di Char Aznable, si iscrisse alla Zeon Military Academy, laureandosi come primo della sua classe. Durante la Guerra di un anno egli mostrò grandi capacità, non solo come pilota di Mobile Suit, ma anche tattiche e come ufficiale comandante. Nel corso della guerra Char Aznable sviluppò un'intensa rivalità con il pilota della Federazione Terrestre Amuro Ray e strinse una relazione peculiare con la newtype Lalah Sune. Char stesso divenne un newtype, sebbene debole.
Alla fine della Guerra di Un Anno Char, dopo la sconfitta di Zeon, si ritirò su Axis, avendo raggiunto il suo obiettivo, grazie anche alla combinazione delle azioni del suo rivale Amuro Ray e delle rivalità interne agli Zabi stessi.

### Zeta Gundam
Char riapparve 7 anni dopo in Mobile Suit Zeta Gundam, senza alcun travestimento avendo rimpiazzato soltanto la sua maschera con occhiali da sole e adoperando l'alias "Quattro Bajeena". Nel periodo tra l'UC 0080 e l'UC 0087, Char si era infiltrato nelle Forze della Federazione Terrestre come spia per Axis Zeon, iniziando a usare il nome di Quattro Bajeena. Comunque le cose peggiorarono con il crescere dei Titans come forza oppressiva, cosicché Char si unì a un gruppo rinnegato di soldati della Federazione Terrestre e alla fine divenne uno dei leader dell'Anti-Earth Union Group (AEUG).
Questa volta, piuttosto che servire da rivale del protagonista, Kamille Bidan, Char serve da mentore di Kamille nella guerra contro la tirannica organizzazione dei Titans. In Zeta Gundam, Char diventa un alleato dei suoi precedenti avversari Amuro Ray, Hayato Kobayashi e Bright Noa. Serve al comando di Bright Noa come comandante dei mobile suit dell'AEUG.
In Zeta Gundam, Char è un eroe pronto a mettersi in gioco e a combattere per la libertà degli spaziali. Il suo discorso politico di fronte all'Assemblea della Federazione a Dakar, trasmesso in tutta la Terra e nello spazio, è uno degli eventi più importanti della linea temporale dell'Universal Century. Sigilla il totale impegno di Char verso la colonizzazione spaziale e la migrazione dell'intera umanità nello spazio.
Nonostante la vittoria dell'AEUG nella guerra di Gryps contro i Titans, Char viene sconfitto nella battaglia finale da Haman Karn, leader di Axis (e più tardi di Neo Zeon) e viene dato per morto. D'altra parte, mentre scorrono i titoli di coda, viene inquadrato il mobile suit di Char gravemente danneggiato ma con il modulo di comando aperto. Bright Noa commenta che ha la sensazione che Char stia semplicemente osservando da dietro le quinte, in attesa del giusto momento per tornare.
Char non compare nel seguito di Zeta Gundam, Mobile Suit Gundam ZZ. Yoshiyuki Tomino ha affermato ufficialmente che intendeva farlo comparire anche in Gundam ZZ, ma il piano venne cancellato quando ottenne il via libera per il film Mobile Suit Gundam: Char's Counterattack.

### Mobile Suit Gundam: Char's Counterattack
Trascorrono altri cinque anni prima del ritorno di Char nel film Mobile Suit Gundam: Char's Counterattack come leader di una nuova fazione, Neo Zeon. Egli intende far precipitare il massiccio asteroide Axis sulla Terra, forzando la migrazione della sua popolazione nello spazio, dove pensa che tutta l'umanità sarà forzata a evolversi in newtype. Solo una cosa si para sul suo percorso: la task force Londo Bell della Federazione Terrestre, comandata da Bright Noa e, l'asso di questa il suo antico rivale Amuro Ray.
Sia Char sia Amuro pilotano mobile suit equipaggiati con un avanzato sistema psycommu conosciuto come psycoframe. Dopo che i loro due psycoframe reagiscono una all'altra sovraccaricandosi, Amuro e Char spariscono entrambi senza lasciare traccia. Da allora non si sono più avute notizie di nessuno dei due: si presume che entrambi siano morti nella massiccia esplosione di energia psichica. Nella versione romanzata di Char's Counterattack è confermata la morte in azione di entrambi.
Char, ritorna sia pure come clone, in Gaia Gear, un romanzo di Yoshiyuki Tomino ambientato ancora più tardi nella cronologia dell'Universal Century. Afranshia Char è il clone realizzato dagli ultimi resti di Zeon per condurli in un ultimo tentativo di rovesciare la Federazione, usando il potente mobile suit Gaia Gear Alpha.

### Mobile Suit Gundam: The Origin
In questo OAV (che narra gli eventi precedenti a Mobile Suit Gundam) Char è il protagonista, infatti questo adattamento cinematografico del manga "Gundam Origini" parte dalla sua infanzia. Si ripercorre il suo cammino e quello della sorella Artesia (in seguito Sayla) e si spiega come ha abbandonato la sorella, come è entrato nell'esercito di Zeon, come è diventato esperto di Mobile Suit, e come ha conosciuto Lalah.
In totale questo OAV comprende 6 episodi, in Italia sono usciti tutti per il mercato home video e sono disponibili su una nota piattaforma streaming. Questo OAV ha avuto un episodio speciale incentrato sulla leggendaria battaglia di Loum (Origin V) e si è concluso con il sesto episodio, Rise of the Red Comet, che nei titoli di coda si ricongiunge alla prima serie Mobile Suit Gundam, introducendo i futuri ruoli dei personaggi principali della serie storica.

### Mobile Suit Gundam GQuuuuuuX
In una linea temporale alternativa alla continuity della serie originale di Mobile Suit Gundam, a causa dell'impossibilità di Gene di partire per la sua missione, Char Aznable partecipa alla missione Side-7 Gundam-jack e ruba con successo l'RX-78-2 Gundam sviluppato dalla Federazione Terrestre, diventandone il pilota al posto di Amuro Ray e rinominandolo " Gundam Rosso" in base alle sue preferenze. Questo evento cambia l'esito della Guerra di un anno tra la Federazione e il Principato di Zeon, culminando con la vittoria di Zeon. Durante la battaglia finale, il suo tentativo di impedire che l'asteroide Solomon venisse sganciato sulla città lunare di Granada dà origine a In seguito, Char e il Red Gundam scompaiono durante un misterioso evento noto come "Zeknova", dando avvio a un'operazione di ricerca da parte di Zeon. Il suo mobile suit riapparirà misteriosamente cinque anni dopo.

## Mobile Suit
Oltre a essere stato un eccellente comandante, Char Aznable aggiungeva alla sua intelligenza e al suo carisma la sua esperienza di pilota di mobile suit. Normalmente guida un mobile suit personalizzato con i suoi colori, rosso e nero, con efficienza spietata. Tra i mobile suit che ha pilotato ci sono stati:
- MS-06C Zaku II- il mobile suit con cui ha iniziato la guerra e ottenne lo stato di asso alla battaglia di Loum.
- MS-06S Zaku II Commander Type - mobile ad alte prestazioni assegnato a piloti assi e comandanti di squadra.
- MSM-07S Z'Gok Commander Type – mobile suit anfibio che usò durante l'operazione Jaburo Drop.
- MS-14S Gelgoog Commander Type - il più moderno mobile suit di Zeon delle ultime fasi della guerra; un prototipo speciale assegnato a piloti assi, danneggiato da Amuro Ray e dal suo RX-78-2 Gundam a Side 5.
- MSN-02 Zeong Un potente mobile suit per newtype pilotato nell'ultima battaglia della guerra di un anno, A Baoa Qu.
- RMS-099 Rick Dias - prodotto in massa dall'AEUG, mobile suit d'attacco pesante pilotato da Char nelle prime fasi della guerra di Gryps.
- MSN-0100 Hyaku Shiki - prototipo della AEUG di mobile suit d'attacco a alte prestazioni, pilotato da Char nell'ultima fase della guerra di Gryps. Contrariamente ai suoi soliti colori lo Hyaku Shiki è dipinto in giallo oro brillante.
- MSN-04 Sazabi mobile suit personale durante la seconda guerra di Neo Zeon, progettato per permettere l'uso completo dei suoi poteri di newtype.

## Cloni di Char
Char Aznable è responsabile anche della generazione di una serie di "cloni", personaggi con caratteristiche simili alle sue nelle altre serie di Gundam. Questo personaggio di solito ricopre lo stesso ruolo di avversario principale o di personaggio di supporto significativo, qualche volta ha i capelli biondi e solitamente è avvolto in un alone di mistero e indossa una maschera. In alcuni casi ha un piano estremista in mente (per esempio alcuni di questi "cloni di Char" intendono forzare la migrazione delle persone nello spazio, esattamente come Char tentò di fare). È un tema comune per i "cloni di Char" di essere collegati alla protagonista femminile in qualche maniera (è il padre, fratello, amante precedente, ecc.).
Alcuni esempi di personaggi che sono considerati "cloni di Char"
- Zabine Chareux e "Iron Mask" (Carozo Ronah) da Mobile Suit Gundam F91
- Chronicle Asher da Mobile Suit Victory Gundam
- Schwarz Brüder, Master Asia ("Undefeated of the East" o "Invincible East") e Ulube Ishikawa da Mobile Fighter G Gundam
- Lancerow Dawell, Jamil Neate da Gundam X
- Zechs Merquise ("Lightning Count") da Gundam Wing
- Harry Ord e Corin Nander da ∀ Gundam
- Rau Le Creuset da Mobile Suit Gundam SEED
- Athrun Zala e Neo Roanoke da Mobile Suit Gundam SEED Destiny
- Graham Aker da Mobile Suit Gundam 00
- Full Frontal da Mobile Suit Gundam Unicorn
- Tatsuya Yuuki/Meijin Kawaguchi da Gundam Build Fighters
- Lady Kawaguchi da Gundam Build Fighters Try
- McGillis Fareed da Mobile Suit Gundam: Iron-Blooded Orphans
- Prospera Mercury/Elnora Samaya da Mobile Suit Gundam: The Witch from Mercury

Un suo clone reale (Afranshia Char) compare nel romanzo Gaia Gear, e Full Frontal di Gundam Unicorn è anch'egli uno pseudo-clone, alterato come cyber newtype e con la chirurgia per farlo assomigliare all'originale, cosa confermata dalla somiglianza fisica del personaggio, e anche dal doppiaggio, che impiega lo storico doppiatore giapponese di Char.

## Influenza culturale

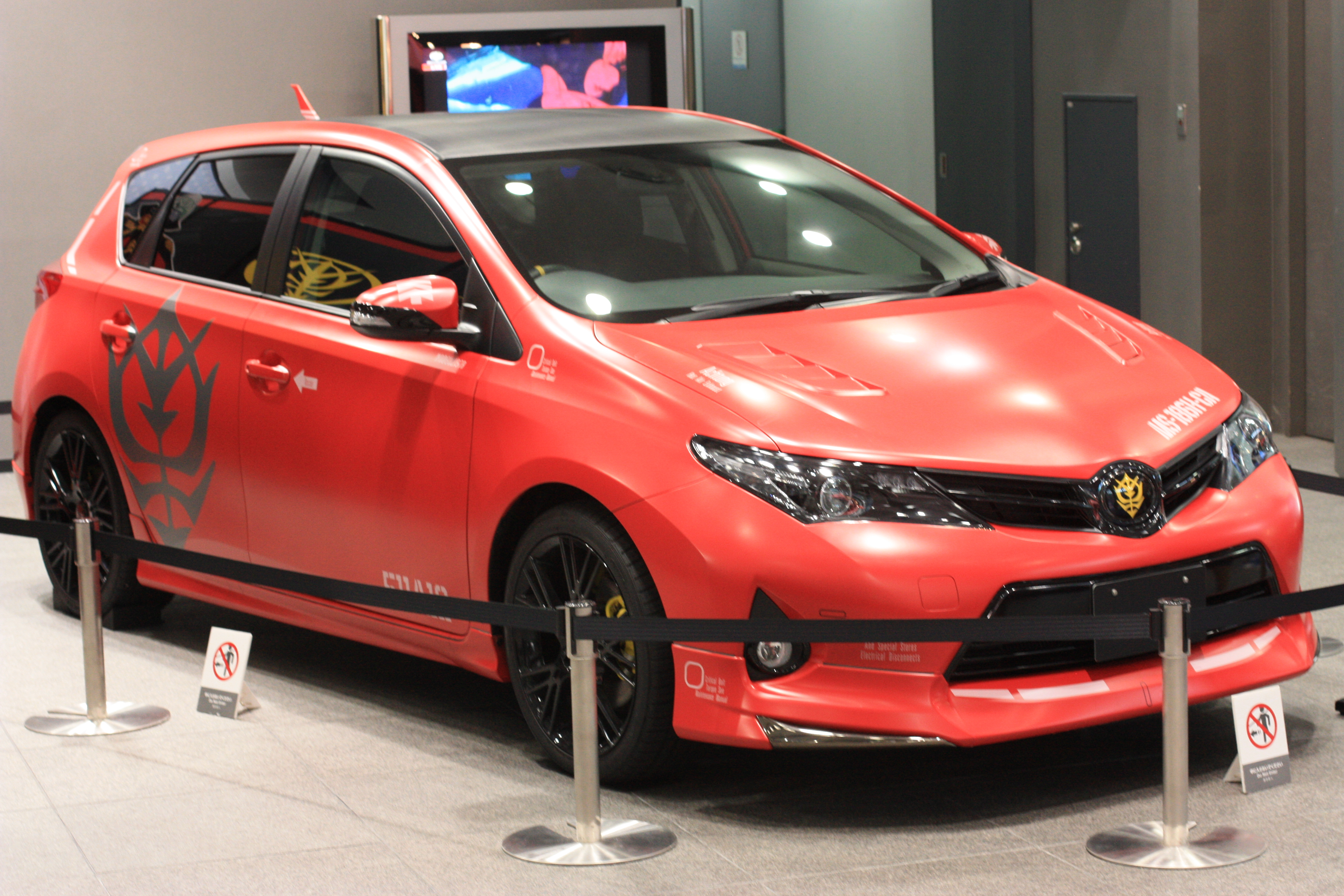
Toyota Auris personalizzata Char Aznable in esposizione alla showroom Toyota di Ikebukuro

Nella cultura pop giapponese Char Aznable ha un ruolo simile a quelli delle icone della fantascienza Dart Fener e Spock. Anche molte persone che non guardano anime ne conoscono perlomeno il nome.
La Bandai ha approfittato della popolarità di Char concedendo in licenza il suo nome per vari prodotti. Sono stati prodotti laptop, Nintendo GameCube, Game Boy Advance SP, caschi da motociclista, lettori di DVD portatili personalizzati Char. Tutti questi prodotti hanno una finitura in rosso satino e l'insegna di Zeon in foglia dorata o l'emblema di Neo Zeon stampati su di esso. Il 25 luglio 2006 la GE Consumer Finance ha lanciato sul mercato una carta di credito personalizzata Char, che riceve il triplo di punti bonus per ogni 1.000 yen spesi in confronto a altre carte di credito correlate a Gundam (un riferimento al "tre volte più veloce di un normale Zaku" dall'anime)
L'investitore giapponese Daisuke Enomoto ha chiesto di partire vestito come Char Aznable, nel suo volo spaziale pianificato per il 2006
Nell'episodio autoconclusivo "The Supergirl", inserito nei Rumic World di Rumiko Takahashi, il "cattivo" è mascherato da Char.
Nell'episodio 30 della serie Keroro, l'omonimo protagonista fa la parodia ad una delle scene più famose della serie di Gundam in cui Char sorseggia del liquore in un locale dopo essere stato espulso dall'esercito di Zeon.
Nell'episodio 22 Aiuto, ci invadono! (in gran parte una parodia della serie Gundam) di Excel Saga, una versione puchu di Char ha un breve scontro con la protagonista della serie Excel, a bordo del Gundam.
La Toyota nel 2013 gli ha dedicato una serie speciale della Auris